# Sebastian Lynggaard
Sebastian Lynggaard (født 1989) er en dansk retoriker, podcaster og forfatter. Han har siden september 2019, i begyndelsen anonymt, stået bag instagram-profilen Herlige Svend, som ved årsskiftet 2023-24 havde knap 100.000 følgere, og som med "lyserøde memes med søde dyr" opfordrer til samtale om mandekønnet og giftig maskulinitet. I 2022 udgav han bogen Mandsforræder - vores vrede, ansvar og potentiale, som førte debatter og foredrag med sig, og i januar 2024 et show på Bremen.

## Karriere
Lynggaard blev student fra Aurehøj gymnasium. I 2014 tog han en bachelor i retorik fra Københavns Universitet og i 2016 blev han kandidat i politisk kommunikation og ledelse ved CBS. Efter en tid som konsulent og chefrådgiver inden for management hos LEAD Agency valgte han i februar 2023 sit job fra til fordel for en økonomisk mere usikker karriere som selvstændig meme-influencer, forfatter og debattør.
Da jeg var anonym på instagram, skulle jeg steriliseres, jeg skulle voldtages, jeg skulle lukke røven, for jeg forstod ikke noget alligevel. Da jeg stod frem som mand, fik jeg at vide, at jeg skulle skamme mig, at jeg var i gang med at forråde mit eget køn. Men hvad vil det egentlig sige at forråde sit køn?
Helt fra barnsben af får mænd ikke hjælp nok til at lære at knytte dybere relationer. Vi bliver ikke på samme måde som piger trænet i at afkode følelser og genkende andres følelser i os selv. Det betyder, at vi bliver dårligere til at se værdien i følelser, og vi bliver dårligere til at snakke om dem. Men derudover – vigtigst af alt – bliver vi dårligere til at se, hvad andre kan hjælpe os med.
Inspirationen til instagramprofilen kom bl.a. fra Lynggaards egne oplevelser i forbindelse med et kraftigt hårtab, han kom ud for, allerede da han var i begyndelsen af tyverne. Noget som gjorde ham skamfuld, vred og utilfreds. Han gik med planer om hårtransplantation, som dog ikke blev til noget, for sammen med en ven fik han ved en bestemt lejlighed sat ord på sine mange blandede følelser og valgte i stedet at klippe sig skaldet. Og nu begyndte han mere generelt at interessere sig for mænds følelser, og hvordan man som mand lærer at afkode følelsesmæssige signaler og få et sprog for sine følelser.
Efter i 2019 at være blevet overfaldet med hjernerystelse til følge, var Lynggaard sengeliggende i et år og brugte her tid på at udforske meme-medietfrem til lanceringen i september 2019 af Herlige Svend på Instagram.
Før det i 2021 blev kendt, at det var en mand og ikke en kvinde, der stod bag Herlige Svend, med de ofte "sjove [...] lyserøde memes med søde dyr", fik Lynggaard mange hadefulde og vrede beskeder i sin indbakke på profilen, hvis han skrev om Me Too-emner, se citat. Dette udgjorde en del af inspirationen til bogen Mandsforræder, som undersøger mandebegrebet i de tre afsnit: Alene, Sammen og Kvinder.